# Хвороба Урбаха — Віте
Хвороба Урбаха — Віте — рідкісне рецесивне генетичне захворювання. Відомо менше 400 випадків з моменту його відкриття.:537 Вперше воно було офіційно зареєстровано в 1929 році Еріхом Урбахом і Камілло Віте, хоча окремі випадки можуть бути визначені починаючи з 1908 року. У пацієнтів, мигдалеподібне тіло яких виявилося зруйновано внаслідок хвороби Урбаха-Віте, спостерігається повна відсутність страху.

## Симптоми та прояви
Хвороба Урбаха-Віте характеризується як неврологічними, так і дерматологічними симптомами.

### Дерматологічнні прояви
Незважаючи на те, що симптоми можуть сильно відрізнятися в різних хворих, навіть у членів однієї сім'ї, симптоми зазвичай виникають у дитинстві та зазвичай є результатом потовщення шкіри та слизових оболонок. Першим симптомом часто є слабкий крик або хрипкий голос через потовщення голосових зв'язок. Охриплий голос може бути одним із найяскравіших клінічних проявів захворювання. Ураження та рубці також з'являються на шкірі, як правило, на обличчі та дистальних частинах кінцівок. Це часто є наслідком поганого загоєння ран, і рубці продовжують збільшуватися з віком пацієнта, залишаючи шкіру воскоподібного вигляду. Шкіру можна легко пошкодити в результаті лише незначної травми чи травми, залишаючи багато пухирів і додаткових рубців. Шкіра також зазвичай дуже суха і зморшкувата. Білі або жовті інфільтрати утворюються на губах, слизовій оболонці щік, мигдаликах, язичку, надгортаннику та вуздечці язика. Це може призвести до інфекції верхніх дихальних шляхів і іноді вимагає трахеостомії, щоб полегшити симптом. Занадто велике потовщення вуздечки може обмежити рухи язика та призвести до порушень мови. З'єднання папул навколо повік є дуже поширеним симптомом і часто використовується як частина діагностики захворювання. Деякі інші дерматологічні симптоми, які іноді спостерігаються, але рідше, включають випадання волосся, паротит та інші стоматологічні аномалії, виразку рогівки та вогнищеву дегенерацію макули.